# Halophila japonica
Halophila japonica là một loài thực vật có hoa trong họ Hydrocharitaceae. Loài này được M.Uchimura & E.J.Faye mô tả khoa học đầu tiên năm 2006.